# George Young (musicus)
George Redburn Young (Glasgow, 6 november 1946 – Sydney, 22 oktober 2017) was een Australisch popmuzikant en producer.

## Loopbaan
In het midden van de jaren 1960 was George Young samen met Harry Vanda de oprichter van de groep The Easybeats waarmee hij meerdere hits in Australië scoorde. Hun grootste succes, Friday on My Mind, dateerde uit 1966. Hello, how are you (1968) was ook een hit in Nederland.
De band werd ontbonden toen het succes afnam. Daarna legde Young zich samen met Vanda toe op het produceren van platen. Zo produceerde hij bij het label Albert Productions voor onder andere John Paul Young, AC/DC, Rose Tattoo en The Angels.
Vanaf 1976 en gedurende de jaren tachtig was Young opnieuw samen met Vanda actief in de band Flash and the Pan, die hits scoorde met Hey, St. Peter, hun debuutsingle uit 1976, en Waiting on a train (1983), hun grootste succes.
Young was een broer van Malcolm Young en Angus Young, de oprichters van AC/DC, en van Alexander Young, bassist en zanger van de groep Grapefruit. Hij was de oom van AC/DC-gitarist Stevie Young.
George Young overleed op 70-jarige leeftijd.
- Biblioteca Nacional de España: XX875493
- Bibliothèque nationale de France: cb14786240t (data)
- Gemeinsame Normdatei: 134562712
- International Standard Name Identifier: 0000 0001 0056 4365
- Library of Congress Control Number: nb2003060092
- MusicBrainz: 58f3848a-08da-4c0b-9379-c6dbb5186983
- Nationale Bibliotheek van Tsjechië: xx0166060
- Nationale Bibliotheek van Israël: 987007402476505171
- Istituto Centrale per il Catalogo Unico: SBNV084180
- Trove: 529363
- Virtual International Authority File: 95300554
- WorldCat: E39PCjFDVMtyWp8kxrVMhk7g83